# Sanremo-Festival 1988
Die 38. Ausgabe des Festival della Canzone Italiana di Sanremo fand 1988 vom 24. bis zum 27. Februar im Teatro Ariston in Sanremo statt und wurde von Miguel Bosé und Gabriella Carlucci zusammen mit Carlo Massarini moderiert.

## Ablauf

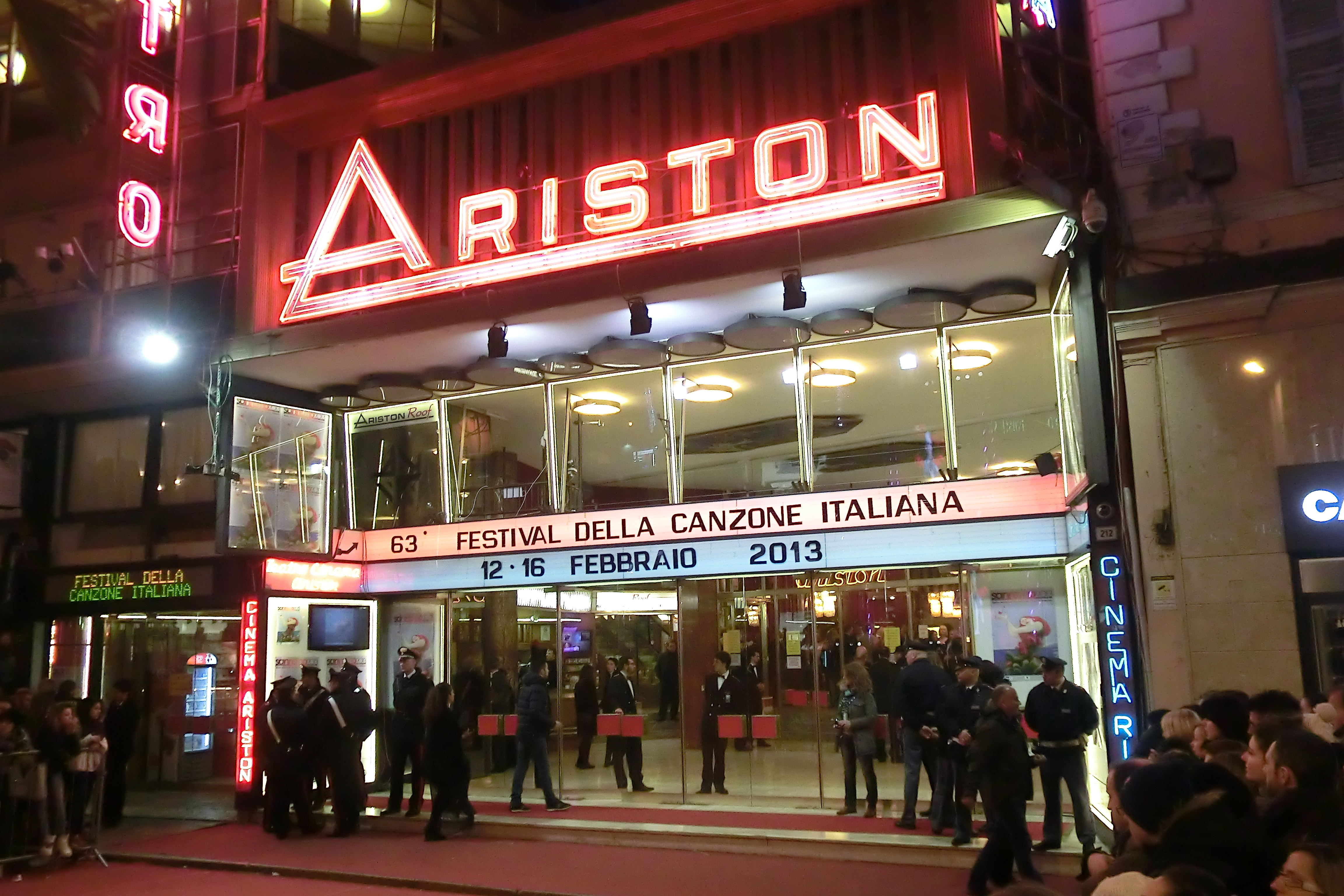
Das Ariston-Theater, Veranstaltungsort des Sanremo-Festivals

Das Festival 1988 folgte weitestgehend dem erfolgreichen Modell des Vorjahres. Es blieb bei einer Dauer von vier Abenden, wobei diese vor allem durch eine Vielzahl internationaler Gäste noch einmal deutlich verlängert wurden. Am Freitag fand die Talkshow Il processo al Festival im Kasino statt, die sich jedoch als Misserfolg erwies. Auch die Außenbühne Palarock für die Auftritte der Gäste blieb bestehen, moderiert von Carlo Massarini. Die Beiträge wurden weiterhin in Halbplayback präsentiert. Die Teilnehmerzahl stieg von 40 auf 42, davon 26 in der Haupt- und 16 in der Newcomer-Kategorie. Als neues Moderatorenduo wurden der Sänger Miguel Bosé und die Moderatorin Gabriella Carlucci verpflichtet.
Unter den Teilnehmern waren viele altbekannte Gesichter, wie Toto Cutugno, Anna Oxa, Fiordaliso oder Peppino Di Capri. Neu dabei waren etwa Raf oder Francesco Nuti; bei den Newcomern hatten nicht zuletzt Biagio Antonacci und Mietta ihr Debüt. Mino Reitano kehrte ebenso wie Ron nach längerer Abwesenheit zum Festival zurück, unter den Rückkehrern galt allerdings die größte Aufmerksamkeit Massimo Ranieri, der zuletzt 1969 in Sanremo gewesen war und schon seit vielen Jahren die Theaterbühne der Musik vorzog: Mit dem Lied Perdere l’amore, das ursprünglich im Vorjahr von Gianni Nazzaro eingereicht worden war, galt er von Anfang an als klarer Favorit.
Während für die Hauptkategorie erneut keine Ausscheidungen vorgesehen waren, durchlief der Wettbewerb der Newcomer gleich drei Runden; an den ersten beiden Abenden schieden je vier Beiträge aus, am dritten Abend noch einmal vier, aus denen schließlich im Finale ein Sieger gekürt wurde: Die Band Future, die zum zweiten Mal teilgenommen hatte. In der Hauptkategorie gewann mit großem Vorsprung der Favorit Massimo Ranieri vor Toto Cutugno und Luca Barbarossa.
Große Highlights des Finales waren der Auftritt von Paul McCartney und eine Liveschaltung zu den Olympischen Winterspielen in Calgary, wo Alberto Tomba den Slalom gewinnen konnte. Neben McCartney waren unter den Stargästen dieser Ausgabe auch George Harrison, Bon Jovi, Joe Cocker, Terence Trent D’Arby, Toto und Bryan Ferry.

## Teilnehmende Beiträge

### Big
- Sieger

| Platzierung | Interpret                      | Lied                            | Autoren                                              | Stimmen   |
| ----------- | ------------------------------ | ------------------------------- | ---------------------------------------------------- | --------- |
| 1           | Massimo Ranieri                | Perdere l’amore                 | Marcello Marrocchi, Giampiero Artegiani              | 7.327.344 |
| 2           | Toto Cutugno                   | Emozioni                        | Toto Cutugno                                         | 4.800.912 |
| 3           | Luca Barbarossa                | L’amore rubato                  | Luca Barbarossa                                      | 2.510.100 |
| 4           | Marcella                       | Dopo la tempesta                | Alberto Salerno. Gianni Bella                        | 1.543.532 |
| 5           | Fausto Leali                   | Mi manchi                       | Fabrizio Berlincioni, Franco Fasano                  | 1.442.346 |
| 6           | Mino Reitano                   | Italia                          | Umberto Balsamo                                      | 1.149.372 |
| 7           | Anna Oxa                       | Quando nasce un amore           | Adelio Cogliati, Franco Ciani, Piero Cassano         | 853.124   |
| 8           | Fiordaliso mit Claudio Cabrini | Per noi                         | Toto Cutugno                                         | 758.874   |
| 9           | Ricchi e Poveri                | Nascerà Gesù                    | Umberto Balsamo                                      | 654.466   |
| 10          | Fiorella Mannoia               | Le notti di maggio              | Ivano Fossati                                        | 615.478   |
| 11          | Raf                            | Inevitabile follia              | Giancarlo Bigazzi, Raffaele Riefoli                  | 561.206   |
| 12          | Francesco Nuti                 | Sarà per te                     | Riccardo Mariotti                                    | 556.824   |
| 13          | Franco Califano                | Io (Per le strade di quartiere) | Franco Califano, Toto Cutugno                        | 522.712   |
| 14          | Figli di Bubba                 | Nella valle dei Timbales        | Mauro Pagani                                         | 451.374   |
| 15          | Michele Zarrillo               | Come un giorno di sole          | Giampiero Artegiani, Michele Zarrillo, Luigi Lopez   | 433.106   |
| 16          | Loredana Bertè                 | Io                              | Tony Cicco                                           | 394.116   |
| 17          | Peppino di Capri               | Nun chiagnere                   | Lorenzo Raggi, Depsa, Franco Fasano                  | 369.828   |
| 18          | Tullio De Piscopo              | Andamento lento                 | Tullio De Piscopo, Mario Capuano, Giosy Capuano      | 345.252   |
| 19          | Matia Bazar                    | La prima stella della sera      | Aldo Stellita, Sergio Cossu, Carlo Marrale           | 329.156   |
| 20          | Drupi                          | Era bella davvero               | Oscar Avogadro, Paolo Amerigo Cassella, Dario Farina | 282.880   |
| 21          | Ron                            | Il mondo avrà una grande anima  | Rosalino Cellamare                                   | 230.722   |
| 22          | Flavia Fortunato               | Una bella canzone               | Oscar Avogadro, Mario Lavezzi                        | 209.818   |
| 23          | New Trolls                     | Cielo chiaro                    | Vittorio De Scalzi, Nico Di Palo, Gianni Belleno     | 185.306   |
| 24          | Denovo                         | Ma che idea                     | Luca Madonia                                         | 124.060   |
| 25          | Nino Buonocore                 | Le tue chiavi non ho            | Alberto Salerno, Nino Buonocore                      | 91.408    |
| 26          | Alan Sorrenti                  | Come per miracolo               | Alan Sorrenti, Giorgio Cavalli                       | 77.788    |

### Nuove Proposte
- Sieger
- Im Halbfinale ausgeschieden
- In der Vorrunde ausgeschieden

| Platzierung       | Interpret                  | Lied                                 | Autoren                                                                     | Stimmen |
| ----------------- | -------------------------- | ------------------------------------ | --------------------------------------------------------------------------- | ------- |
| 1                 | Future                     | Canta con noi                        | Marco Battistini, Mino Reitano, Gegè Reitano, Franco Sacco, Ricky Bolognesi | 1.255   |
| 2                 | Stefano Palatresi          | Una carezza d’aiuto                  | Renzo Arbore, Claudio Mattone                                               | 1.199   |
| 3                 | Lijao                      | Per noi giovani                      | Piero Cassano, Livio Visentin, Adelio Cogliati                              | 1.151   |
| 4                 | Miki                       | Ogni tanto si sogna                  | Michele Porru                                                               | 1.135   |
|                   | Giorgia Fiorio             | Io con te                            | Roberto Ferri, Mauro Paoluzzi                                               |         |
| Tania Tedesco     | La notte delle favole      | Depsa, Angela Brambati, Piero Ameli  |                                                                             |         |
| Paola Turci       | Sarò bellissima            | Gaio Chiocchio, Roberto Righini      |                                                                             |         |
| Stefania La Fauci | Se fosse vero              | Marco Armani, Paolo Armenise         |                                                                             |         |
|                   | Stefano Ruffini            | Canto bolero                         | Marco Luberti, Grazia Di Michele, Francesco Gazillo                         |         |
| Fabio De Rossi    | L’ultima bugia             | Massimiliano Governi, Fabio De Rossi |                                                                             |         |
| Ice               | Mama                       | Piero Marras                         |                                                                             |         |
| Andrea Mirò       | Non è segreto              | Armando Mango                        |                                                                             |         |
| Bungaro           | Sarà forte                 | Pino Romanelli, Bungaro              |                                                                             |         |
| Mietta            | Sogno                      | Claudio Mattone                      |                                                                             |         |
| Mariella Nava     | Uno spiraglio al cuore     | Maria Giuliana Nava                  |                                                                             |         |
| Biagio Antonacci  | Voglio vivere in un attimo | Biagio Antonacci. Rosalino Cellamare |                                                                             |         |

## Erfolge
Neben dem Sieger konnte auch der Drittplatzierte im Anschluss die Spitze der italienischen Singlecharts erreichen. Ebenso gelang dies dreien der internationalen Gäste. Insgesamt stiegen zehn der Festivalbeiträge in die Top 25 der Charts ein.

| Jahr                                         | Titel Interpret                         | Höchstplatzierung, Gesamtwochen, AuszeichnungChartsChartplatzierungen (Jahr, Titel, Interpret, Platzierungen, Wochen, Auszeichnungen, Anmerkungen) | Anmerkungen |
| Jahr                                         | Titel Interpret                         | IT | Anmerkungen |
| -------------------------------------------- | --------------------------------------- | --- | ----------- |
| 1988                                         | L’amore rubato Luca Barbarossa          | IT1 (16 Wo.)IT | Platz 3     |
| 1988                                         | Perdere l’amore Massimo Ranieri         | IT1 (15 Wo.)IT | Platz 1     |
| 1988                                         | Andamento lento Tullio De Piscopo       | IT4 (24 Wo.)IT | Platz 18    |
| 1988                                         | Emozioni Toto Cutugno                   | IT7 (7 Wo.)IT | Platz 2     |
| 1988                                         | Inevitabile follia Raf                  | IT8 (8 Wo.)IT | Platz 11    |
| 1988                                         | Mi manchi Fausto Leali                  | IT12 (7 Wo.)IT | Platz 5     |
| 1988                                         | Quando nasce un amore Anna Oxa          | IT15 (7 Wo.)IT | Platz 7     |
| 1988                                         | Le notti di maggio Fiorella Mannoia     | IT18 (6 Wo.)IT | Platz 10    |
| 1988                                         | La prima stella della sera Matia Bazar  | IT23 (3 Wo.)IT | Platz 19    |
| 1988                                         | Nella valle dei Timbales Figli di Bubba | IT25 (1 Wo.)IT | Platz 14    |
| Weitere Charterfolge aus dem Festivalumfeld: |                                         | |             |
|                                              |                                         | |             |
| 1988                                         | Once Upon a Long Ago Paul McCartney     | IT1 (26 Wo.)IT | Gastbeitrag |
| 1988                                         | I’m Not Scared Eighth Wonder            | IT1 (22 Wo.)IT | Gastbeitrag |
| 1988                                         | Stay on These Roads A-ha                | IT1 (21 Wo.)IT | Gastbeitrag |
| 1988                                         | Together Forever Rick Astley            | IT5 (15 Wo.)IT | Gastbeitrag |
| 1988                                         | Shake Your Love Debbie Gibson           | IT14 (13 Wo.)IT | Gastbeitrag |

## Belege
1. ↑  Guido Racca: M&D Borsa Singoli 1960-2019. Selbstverlag, 2019, ISBN 978-1-09-326490-6.